# Ophioglossum nudicaule
Ophioglossum nudicaule là một loài dương xỉ trong họ Ophioglossaceae. Loài này được L. f. mô tả khoa học đầu tiên năm 1781.